# Pedinotus variegatus
Pedinotus variegatus är en stekelart som beskrevs av Marsh 2002. Pedinotus variegatus ingår i släktet Pedinotus och familjen bracksteklar. Inga underarter finns listade i Catalogue of Life.